# Piața Victoriei

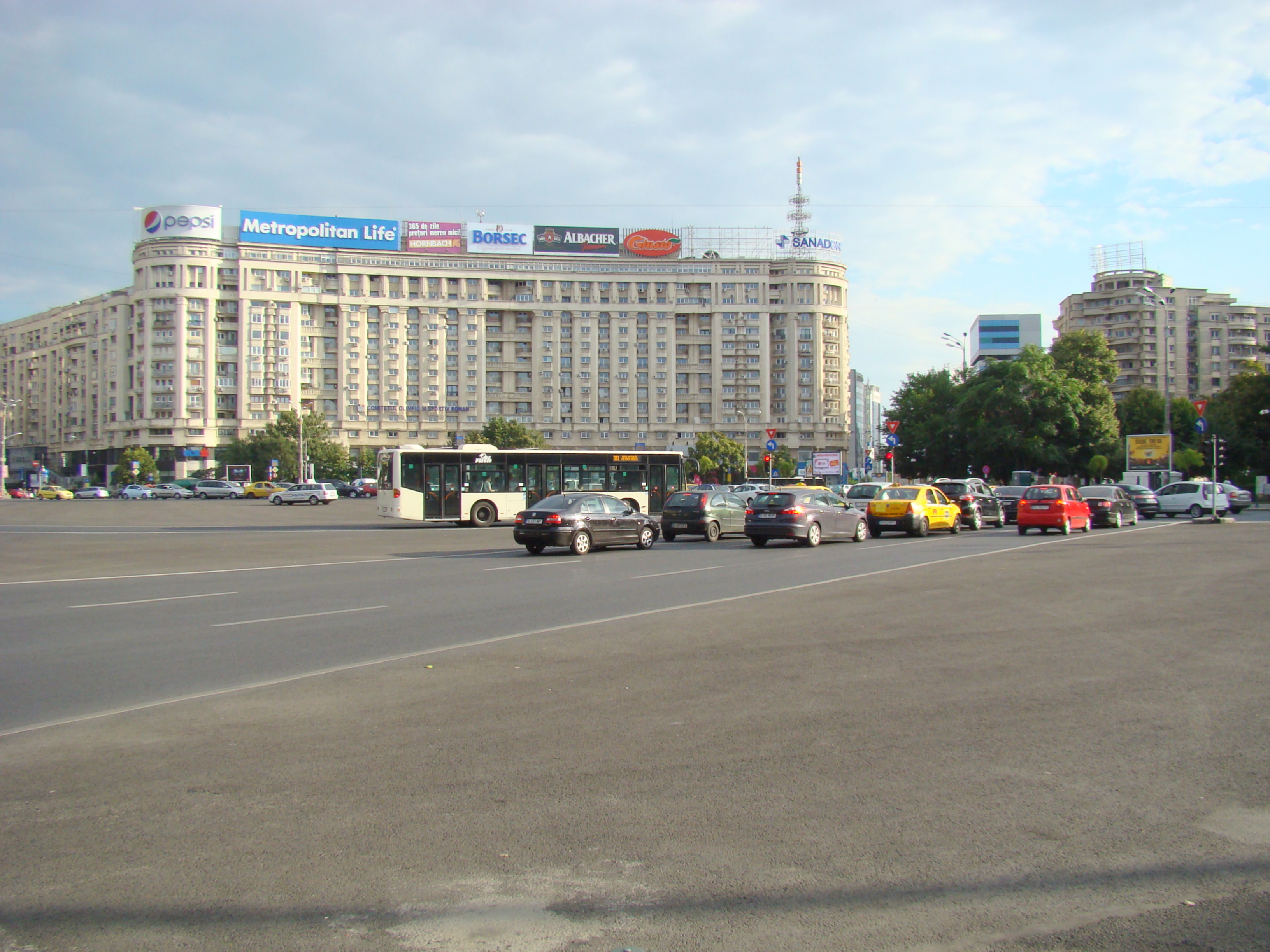
Siegesplatz in Bukarest

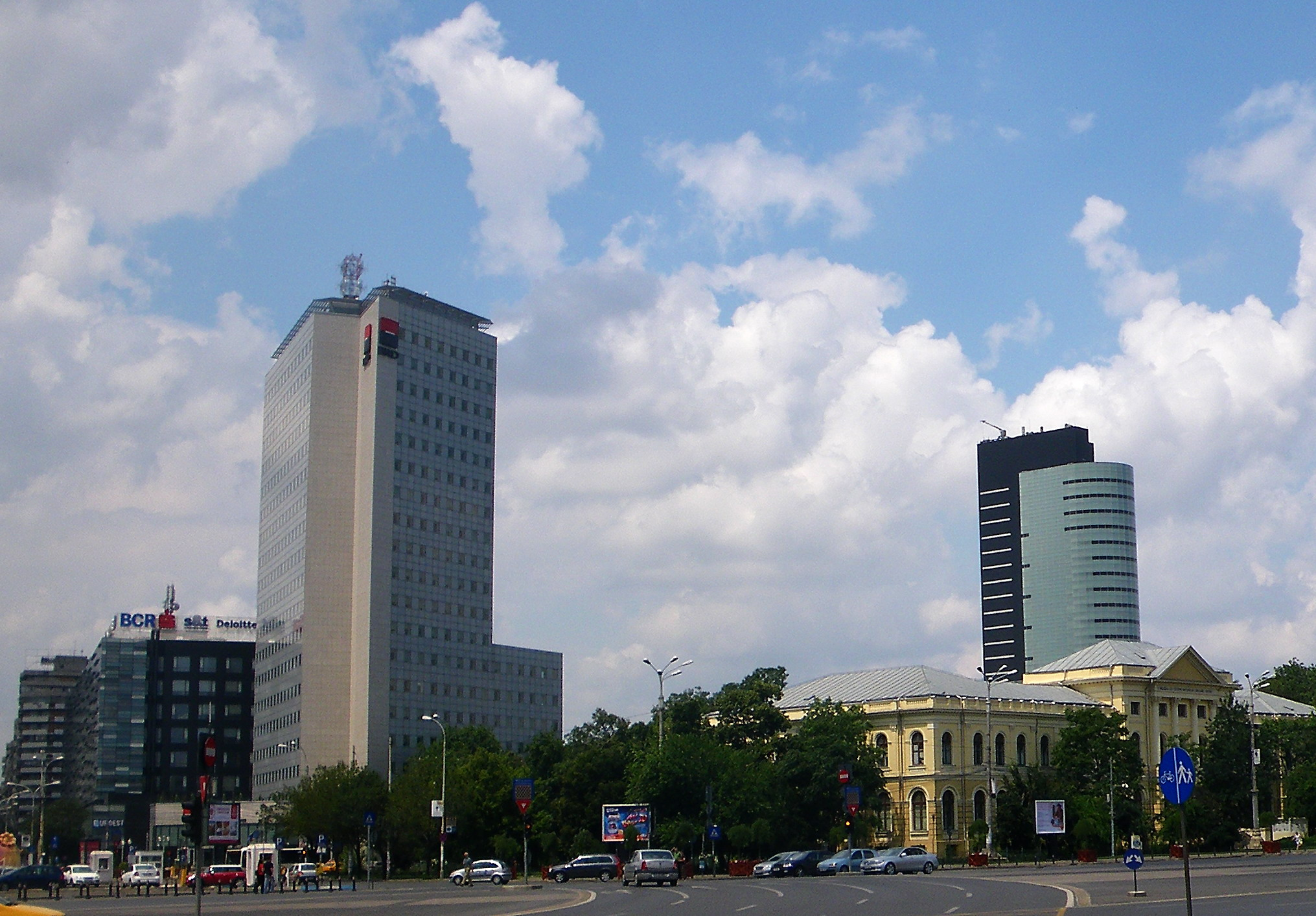
Bürogebäude an der Piața Victoriei, Bukarest

Piața Victoriei (dt.: Siegesplatz) ist ein Platz in Bukarest, Sektor 1. An dem Platz kreuzen sich die Straßen Calea Victoriei, Bulevardul Lascăr Catargiu, Bulevardul Iancu de Hunedoara, Strada Paris, Bulevardul Aviatorilor, Șoseaua Kiseleff, Bulevardul Ion Mihalache, Strada Buzești und Bulevardul Nicolae Titulescu.
Am Siegesplatz befinden sich das Grigorie Antipa Museum, das Geologie-Museum, das Museum der rumänischen Bauern, der Victoria-Palast und das Nicolae Iorga Geschichtsinstitut, sowie auf dem Kiseleff-Boulevard das Monumentul Infanteristului român (2 min. Gehzeit) und an der Kreuzung zwischen Bulevardul Titulescu und Bulevardul Banu Manta der Rathauspalast des ersten Sektors (5 min. Gehzeit).